# 森伯里 (宾夕法尼亚州)
森伯里（英語：Sunbury）是美国宾夕法尼亚州诺森伯兰郡的一个自治市镇，是诺森伯兰郡的郡治。森伯里位于萨斯奎哈纳河的东岸，就在其主要支流和西部支流交汇处的下游。 它的历史可以追溯到18世纪初。
托马斯·爱迪生是该镇历史上的著名人物，历史悠久的爱迪生酒店为了纪念他而改名。其他历史遗迹包括贝克屋、诺森伯兰县法院大楼和森伯里历史街区，它们都被列入了国家史迹名录。桑伯里是宾夕法尼亚州桑伯里小城市统计区的主要城市，也是布卢姆斯堡-伯里克-森伯里联合统计区的三个主要城市之一。
2010年美国人口普查时，森伯里的人口为9,905人。